# Francis Petre

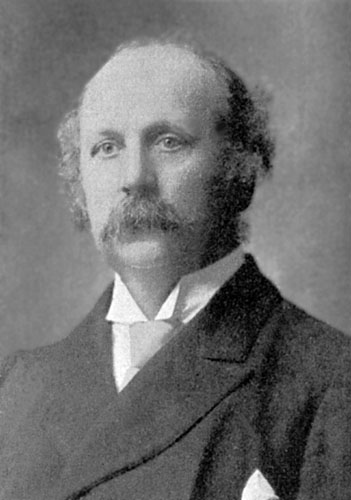
Frank Petre.

Francis (Frank) William Petre (27 de agosto de 1847 - 10 de diciembre de 1918) fue un destacado arquitecto nacido en Nueva Zelanda que vivió en Dunedin. Antes de él, la arquitectura de Nueva Zelanda estaba dominada por la institucionalización del neogótico, impulsado por el Imperio Británico en todas sus colonias. Petre, que fue uno de los primeros arquitectos nativos del país de Oceanía, jugó un importante papel en cambiar el estilo arquitectónico hacia los estilos paladinos y renacentistas del sur de Europa, los cuales eran más propicios para el clima de Nueva Zelanda que el gótico.
Frank Petre era capaz de trabajar con diferentes estilos arquitectónicos y tuvo un notable papel como pionero en el trabajo en el desarrollo y construcción con cemento. Diseñó números edificios públicos y privados, algunos de los cuales siguen en pie en Dunedin. Hoy sus casas privadas son las más distinguidas y buscadas de Nueva Zelanda. No obstante, es recordado, principalmente, por la monumental Catedral del Santísimo Sacramento, en Christchurch y en Dunedin, que sobreviven hoy como testimonio de su talento y de su experiencia en la arquitectura.

## Primeros años
La familia Petres pertenecía a la aristocracia y provenían de Ingatestone en Essex, Inglaterra. La familia de Francis fue una de las primeras y más destacadas en las colonias familiares de Nueva Zelanda, de hecho la bahía de Petre (en las islas Chatham) fue nombrado por ellos, así como - originalmente - lo fue el pueblo de Wanganui en la isla del Norte. Petre era hijo del honorable Henry William Petre, el primero que llegó a Nueva Zelanda en 1840 como director de la Compañía de Nueva Zelanda. Ésta a su vez era propiedad del abuelo, William Henry Francis Petre, el undécimo Barón Petre, que fue jefe de dicha compañía. La Compañía de Nueva Zelanda había sido la que promovió la colonización de la isla, y compró, a veces de forma dudosa, miles de hectáreas de tierra a los Moari.* Anthony G. Flude. «Early Land Sharks & Speculators». Archivado desde el original el 29 de marzo de 2005. Consultado el 20 de noviembre de 2005. A consecuencia de ello, Henry Petre fue uno de los fundadores de Wellington. También fue el tesorero de la región neozelandesa New Munster. Henry pareció haber sido un hombre de extraña apariencia, según las descripciones de sus contemporáneos. Por ejemplo, el comentador social de Nueva Zelanda Charlotte Godley afirmó: "él es enormemente alto y delgado y parece como acero ardiente que cuelga vagamente".

Francis Petre nació en 1847 en la localidad de Petone, que hoy es una periferia de Lower Hutt en Isla del Norte. Esta fue una de los primeros asentamientos ingleses en Nueva Zelanda. En 1855. según la tradición colonial británica, Petre fue enviado a Inglaterra para ser educado. Realizó sus estudios en el Mount St Mary's College al norte de Inglaterra. Esta institución pertenecía a los jesuitas. Después de algunos años, marchó al Royal Naval College, por entonces en Portsmouth ( en 1869 el instituto fue trasladado a Greenwich). Francis no se encontraba a gusto con la carrera naval, por lo que prefirió continuar sus estudios en Francia. Allí fue alumno del carismático cura Benoit Haffgreingue durante su estancia en Boulogne-sur-Mer. Volvió a Inglaterra para completar su educación en Usha College, en Durham.

Los miembros de las familias aristócratas británicas pocas veces "earn a living", es decir, se ganaban la vida. Generalmente ellos podían poseer terrenos que le reportaban beneficios, entraban en el ejército o bien en la Iglesia. No obstante, como era el tercer hijo de un padre joven, Petre tuvo que buscar una forma de buscar sus ingresos. A consecuencia de esto, fue aprendiz de Josep Samuda, un ingeniero y constructor de barco de Londres, de 1864 a 1869. Allí recibió los conocimientos de técnicas y habilidades concretas de producción, las cuales fueron más tarde empleadas en su dilatada carrera arquitectónica.
Sobre 1869, Petre logró titularse como arquitecto e ingeniero, y después de un breve periodo de prácticas privadas en Londres, con el arquitecto e ingeniero Daniel Cubitt NIcholls, volvió a Nueva Zelanda en 1872. Francis estuvo trabajando como ingeniero por la contratista de ferrocarriles Brogden and Sons (Brogden e hijos). Durante este tiempo, Petre supervisó la construcción de las líneas férreas entre Blenheim y Picton y las que transcurrían entre Dunedin y Blaclutha, así como el drenaje de las llanuras Taieri y la construcción del túnel en la estación central de Otago, alguno de los cuales aún están abiertos hoy día al público como parte de la actual estación. Cuando realizó acabó todas estas obras, él se estableció en Liverpool Street (Dunedin) como ingeniero y arquitecto por libre.

## Arquitectura

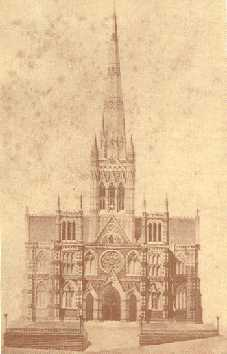
Planos de la catedral de San José, en Dunedin. Este proyecto nunca se ejecutó.

Desde 1875 Petre dedicó su vida a la arquitectura, en particular, a la eclesiástica. No hay duda de que estaba influenciado por la moda de su tiempo, especialmente por el aclamado arquitecto Benjamin Mountfort, que se dedicaba al diseño de iglesias cristianas. Petre comenzó diseñando bajo las premisas del neogótico, del cual él dijo:
the great richness and delicacy of detail, and the closer application of geometrical rules to architecture–more especially in the window tracery which exhibits greater variety of design, together with an easier and more perfect flow into the various parts of the whole structure.
- «The Cathedral Architect 1847–1918». Archivado desde el original el 5 de junio de 2007. Consultado el 20 de noviembre de 2005.

Es decir, describe la grandeza del estilo arquitectónico por la riqueza y delicadeza del detalle, y por la aplicación de las reglas geométricas, especialmente en las tracerías de las ventanas, las cuales exhiben grandes variedades de diseños, que se unen con una fluidez más que perfecta en varias partes de la estructura.
El neogótico inglés es un estilo que fue muy popular entre el protestantismo para la arquitectura en las colonias británicas. Ellos seguían el incipiente movimiento de la escuela de Oxford (intelectuales anglocatólicos que sentían la arquitectura medieval gótica como edificaciones con más espiritualidad que otros estilos basados en templos no cristianos). La iglesia anglicana de las colonias adoptó esta teoría, no solo como una reminiscencia nostálgica de los edificios del Imperio Británico, sino también como forma de impresionar a los nativos y convertirlos a la cristiandad. La Iglesia católica, no obstante, de la que Petre fue miembro, deseaba tener su propia característica. Por eso adoptó las formas arquitectónicas góticas y renacentista del sur de Europa. De este modo, el catolicismo le dio la oportunidad a Petre de demostrar su valía como arquitecto construyendo catedrales, basílicas e iglesias con estilos francés e italiano.
Los primeros años de trabajo de Petre estuvo protagonizado por el cemento, que era un material de construcción novedoso en Nueva Zelanda. Los tres primeros proyectos de Petre fueron construcciones con dicho material: La casa del juez Champan (hoy día conocida como "Castlamore", la villa del acantilado llamada Castillo de Cargill en 1876 y el priorato de San Domingo en 1877. No obstante, por el capricho de sus patrones, él tuvo que trabajar también con materiales más convencionales.

## Priorato de San Dominico

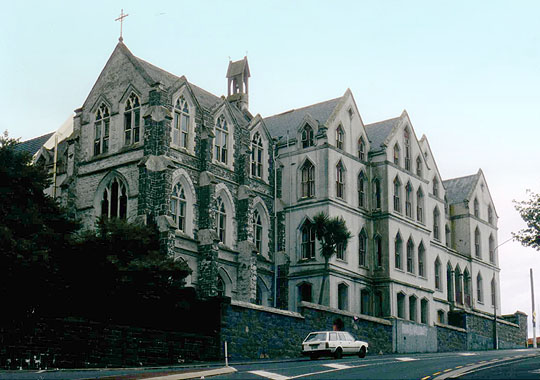
Priorato de San Domingo.

Petre realizó obras con este expresión artística entre 1876 y 1877, el priorato de Santo Domingo, con aperturas de ventanas straight-sloped. El estilo del edificación, sin embargo, era mucho más que la propia interpretación de Petre y solo fue influenciado ligeramente por la arquitectura anglosajona. 
La construcción tuvo éxito por el uso del cemento y por la apropiada disposición de numerosas ventanas dispuestas a lo largo de la fachada. La estructura es, a la vez, grande y austera, que refleja bien la función del convento.
El priorato de Santo Domingo fue el edificio que menos refuerzos arquitectónicos necesitó en el hemisferio austral (el acero estaba siendo por entonces el material de construcción habitual), y Petre se ganó el sobrenombre de "Lord Concrete" (el señor del cemento).

## Catedrales
Francis Petre diseñó tres de las catedrales que existen en Nueva Zelanda, cada una se identifica con un estilo diferente. Estas construcciones son: Catedral de San José en Dunedin, Catedral del Sagrado Corazón en Wellington y la Catedral del Santísimo Sacramento en Christchurch.

### Catedral de San José, Dunedin 1878

La Catedral de San José está inacada según los planes originales, aun así se trata de un edificio impresionante.

Aunque Petre diseñó varias iglesias, escuelas, edificios públicos y casas privadas; su proyecto más grandioso fue la catedral católica en Dunedin, que nunca fue acabada. La fachada de entrada y la nave fueron construida según el diseño original y revelan que la catedral era el renacer del gótico francés. La catedral de San José, que se encuentra junto al priorato de Santo Domingo, es una reminiscencia de las más grandes catedrales góticas de Europa, con dos torres gemelas y un rosetón central que nos recuerdan a Chartres o a Notre-Dame. La intención de Petre fue crear una fortísima estructura y que las dos torres gemelas dieran la sensación de empequeñecer debido a una majestuosa aguja de 60 metros de altura, la cual podría dar magnificencia al edificio. El proyecto tuvo que pararse cuando la diócesis católica fue reacia a endeudarse innecesariamente cuando apareció la depresión de 1880. 
La idea que tenía Petre sobre la iglesia aún se pueden consultar, pues hay más de 90 páginas de bocetos en el archivo diocesal. La construcción comenzó en 1878 y las estructuras fueron consagradas en 1886. Fue una construcción importante desde su inicio: 40 enormes pilares de cemento, cada uno de 1,2 metros de ancho, que hundidos 10 metros en el terreno daban a la catedral una fuerte estabilidad en un terreno volcánico. La nave media 25 metros de longitud y 16 de altura. Las paredes son negra basalto con piedras Oamaru blanca, una combinación por la cual las arquitecturas de Dunedin y Christchurch son famosas (también se puede mirar en la estación de tren de Dunedin). Petre tuvo más tarde dos oportunidades más de diseñar una catedral, pero San José quedará como su trabajo más importante de una catedral neogótica.

### Catedral del Sagrado Corazón, Wellington 1901

La Basílica del Sagrado Corazón, un templo Paladino en Wellington

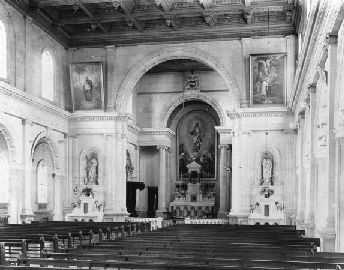
Vista del interior

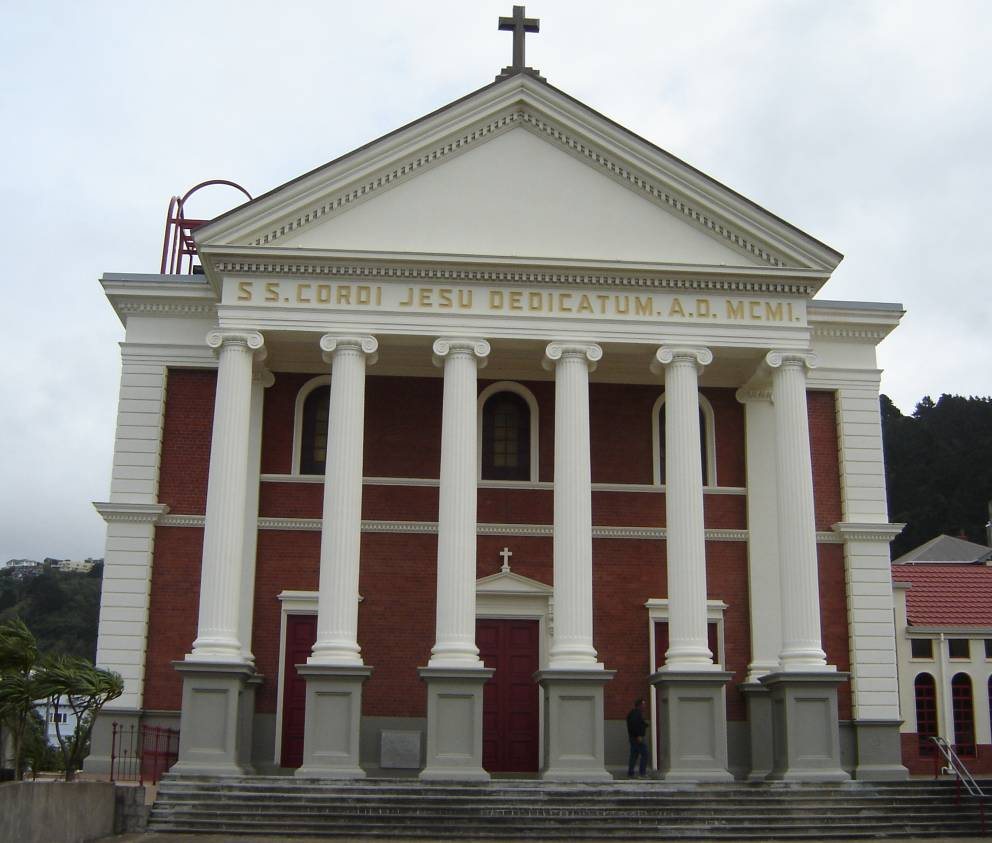
El templo visto en el

La principal Catedral Católica de Wellington no es muy grande, sin embargo es más que perfecto su tamaño. La Catedral del Sagrado Corazón fue originalmente diseñada como una iglesia que señalara el lugar donde se incendió la Catedral de Santa María. Petre tuvo fuertes conexiones familiares con el sitio, como por ejemplo una parcela adyacente al lugar, y el abuelo y el padre del arquitecto habían cedido los terrenos a la Iglesia católica.
La catedral original tenía estructura gótica que era completada con arbotantes y que había sido construida en 1850. Sin embargo el edificio no aguantó ni 50 años ya que en 1898 un incendio lo destrozo. A los dos días Petre pidió diseñar la nueva iglesia en el mismo sitio donde el fuego había calcinado la anterior catedral, pero se pensó que era mejor acercar la Iglesia a las zonas más pobladas de Wellington como Te Aro y Newtown. En 1903 los planos ya estaban publicados. Petre describió su idea como crear una Iglesia romana pero con toques del Renacimiento de Florencia. Sin embargo este proyecto no siguió adelante como catedral. Sin embargo en el lugar que se había incendiado la antigua catedral si se construyó de forma rápida la Basílica del Sagrado Corazón.
La arquitectura de mitad del siglo XIX seguían las tesis de arquitectos tales como Pugin, que se adhería aún a las teorías de Benjamin Mountfort, arquitecto también de Nueva Zelanda. Según este maestro, tan solo el estilo gótico era adecuado para el culto cristiano. Petre ignoró esta antigua moda y diseñó la basílica del Sagrado Corazón con estilo Paladino, algo que hubiera sido considerado casi herejía pocos años antes.
El diseño de Petre fue lo más teatral posible. La fachada principal era solamente un pórtico de seis columnas jónicas, mientras estaba coronada por un frontón del estilo Vitruvuis, Paladino. Detrás de esta fachada Petre puso el único órgano del que disponía la iglesia. El resto de las caras del edificio tenían un estilo románico. 
El interior de la iglesia también tiene estructura paladina. La nave mayor tenía columnas que soportaban la ventana coronada del triforio del arco. El coro tenía más aspecto de teatro donde se representaran actos dramáticos gracias al gran arco de estilo paladino. El techo tiene semejanza al de Santa Maria di Miracoli de Venecia. La basílica también disponía de dos torres gemelas que tuvieron que ser retiradas tras el terremoto que asoló la región en 1942.
La basílica fue costeada gracias a los fondos con los que se iba a construir la nueva catedral debido a que ésta se fue retrasando. De hecho setenta años después fue cuando se empezó a materializar la idea de la catedral que finalmente no se construyó. En 1984 se decidió, tras las ampliaciones que sufrió la iglesia, que el Sagrado Corazón se erigiera como la catedral católica de Wellington.

### Catedral del Santísimo Sacramento, Christchurch 1904

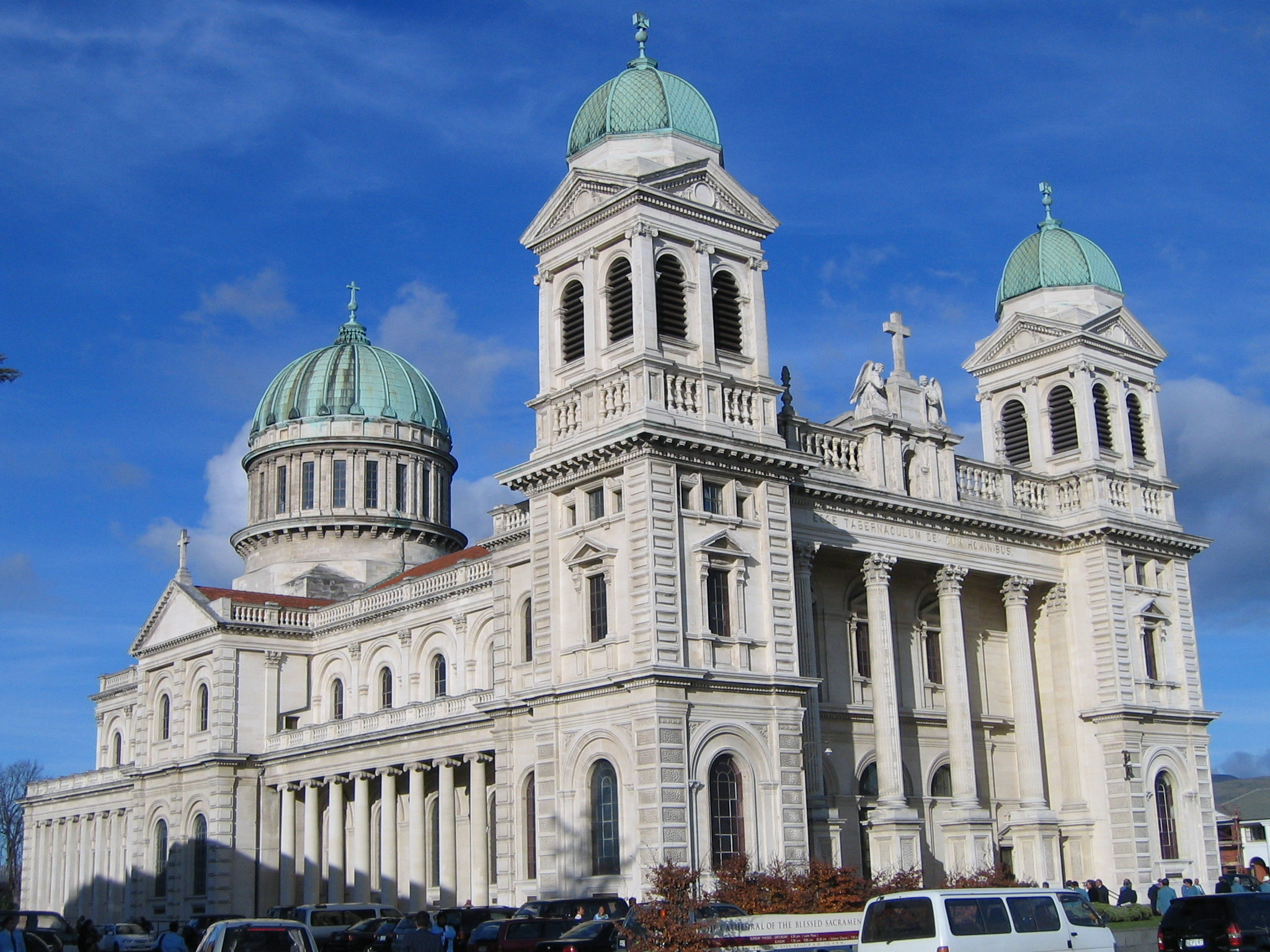
Catedral del Santísimo Sacramento, Christchurch. El trabajo más largo completado por Petre. El frontoncentral es del estilo de Sebastiano Serlio.

De todos los diseños realizados por Petre, el que más destaca para ser considerado como ejemplo de Catedral católica es el del Santísimo Sacramento en Christchurch, conocida como la Basílica de Christchurch.  Comenzó su construcción en 1901 y fue hecha con el propósito de reemplazar la pequeña iglesia de madera construida por Benjamin Mountfort en 1864. La Catedral de Christchurch fue abierta oficialmente el 12 de febrero de 1905, pocos años después del comienzo de su construcción. Hoy el edificio, del que se dice que está inspirado en la Iglesia de San Vicent de Paul de Paris, es uno de los mejores ejemplos de encontrar el estilo renacentista en Australasia.
La renuncia de Mountfort del estilo gótico favoreció que Petre diseñara la nueva iglesia con estilo renacentista, como las basílicas, aunque con una excepción.  Petre obtuvo un gran impacto visual asentando una cúpula de cobre verde que no se encontraba sobre la crucería, como por ejemplo en la Basílica de San Pedro en Roma, sino que la puso encima del santuario. De esta forma rompe con las convenciones renacentistas que hasta entonces Petre había seguido. Según el arquitecto, este elemento diseñado junto al ábside bizantino le dieron un plus de grandiosidad al edificio. 
El techo de la nave y del presbiterio están soportados por columnas jónicas. La fachada de la catedral está flanqueada por dos torres gemelas al estilo europeo.
Se suele relacionar la Catedral de San Pablo de Londres con esta, y es que se pueden apreciar muchas influencias detrás de la estructura de Benoit Haffreingue. No hay que olvidar que Petre se formó bajo su amparo en Francia. Haffreingue había dirigido parte de la reconstrucción de la catedral de Notre Dame en Boulogne-sur-Mer, una catedral gala muy similar en el plano a la del Sagrado Sacramento, incluyendo la controvertida cúpula en el altar.
La Catedral, construida con hormigón, fue bastante aclamada, provocando que el premio Nobel de literatura George Bernard Shaw describiera a Petre como "New Zealand Brunelleschi", "el Brunelleschi de Nueva Zelanda". 
El coste de la construcción de la Catedral ascendió a 52.000 libras. En la financiación participó el parlamento debido a que el Premier Richard Seddon dio la orden de ayudar a la construcción del edificio.

### Otras catedrales
Otras dos iglesias diseñadas por Petre son importantes por sus diseños. Si bien son similares a la Catedral del Sagradao Sacramento y a la de San Patrick's Omaru. Estas son la iglesia de San Patricio, en Waimate, y la Basílica de Santa María en Invergargill.